# Aminata Camara (Fußballspielerin)
Aminata Camara (Spitzname Eto’o, geb. am 21. November 2002) ist eine gambische Fußballspielerin.

## Leben und Karriere
Camara stammt aus der Volksgruppe der Serahuli. Ihr Interesse für Fußball stieß auf starken Widerstand ihres Vaters, der sie gerne früh verheiratet hätte und erst von ihrer Trainerin Choro Mbenga umgestimmt werden musste.
Mindestens seit 2015 spielt sie bei den Red Scorpions. Ende April 2016 wurden sie und mehrere Mitspielerinnen des Teams von der Gambia Football Federation wegen eines Angriffs auf Schiedsrichter für zwölf Monate gesperrt und das Team musste in der Saison 2016/2017 in der zweiten Liga antreten.
Camara spielte im gambischen U17-Team und war dort Spielführerin. Am 14. Oktober 2017 erzielte sie gegen Sierra Leone ihr erstes Tor. Ende 2017 nahm das Team an der Qualifikation für die U-17-Fußball-Weltmeisterschaft der Frauen 2018 teil, schied aber in der ersten Runde aus.
Am 16. September 2017 stand sie beim ersten offiziellen internationalen Spiel des gambisches Nationalteam der Frauen gegen Guinea-Bissau im Kader. Bei der Qualifikation für den Afrika-Cup der Frauen 2018 trat sie mit dem gambischen Team an, das aber in der zweiten Runde gegen Nigeria ausschied, das später den Titel gewann.